# Campeonato Europeu de Boxe Amador
O Campeonato Europeu de Boxe Amador é a principal competição para pugilistas amadores realizada na Europa. Atualmente organizada pela Confederação Européia de Boxe, a primeira edição desta competição ocorreu em 1925, na Suécia.

## Campeonato Europeu Masculino de Boxe Amador
| ANO  | CIDADE-SEDE                          |
| ---- | ------------------------------------ |
| 1925 | Estocolmo, Suécia                    |
| 1927 | Berlin, Alemanha                     |
| 1930 | Budapeste, Hungria                   |
| 1937 | Milão, Itália                        |
| 1939 | Dublin, Irlanda                      |
| 1942 | Breslau, Alemanha                    |
| 1947 | Dublin, Irlanda                      |
| 1949 | Oslo, Noruega                        |
| 1951 | Milão, Itália                        |
| 1953 | Varsóvia, Polônia                    |
| 1955 | Berlin Oriental, Alemanha Oriental   |
| 1957 | Praga, Tchecoeslováquia              |
| 1959 | Lucerna, Suiça                       |
| 1961 | Belgrado, Iugoslávia                 |
| 1963 | Moscou, União Soviética              |
| 1965 | Berlin Ocidental, Alemanha Ocidental |
| 1967 | Roma, Italia                         |
| 1969 | Bucareste, Romênia                   |
| 1971 | Madri, Espanha                       |
| 1973 | Belgrado, Iugoslávia                 |
| 1975 | Katowice, Polônia                    |
| 1977 | Halle, Alemanha Ocidental            |
| 1979 | Colônia, Alemanha Oriental           |
| 1981 | Tampere, Finlândia                   |
| 1983 | Varna, Bulgária                      |
| 1985 | Budapeste, Hungria                   |
| 1987 | Turim, Itália                        |
| 1989 | Atenas, Grécia                       |
| 1991 | Gotemburgo, Suécia                   |
| 1993 | Bursa, Turquia                       |
| 1996 | Vejle, Dinamarca                     |
| 1998 | Minsk, Bielo-Rússia                  |
| 2000 | Tampere, Finlândia                   |
| 2002 | Perm, Rússia                         |
| 2004 | Pula, Croácia                        |
| 2006 | Plovdiv, Bulgária                    |
| 2008 | Liverpool, Inglaterra                |
| 2010 | Moscou, Russia                       |
| 2011 | Ancara, Turquia                      |

## Campeonato Europeu Feminino de Boxe Amador
| ANO  | CIDADE-SEDE                  |
| ---- | ---------------------------- |
| 2001 | Saint-Amand-les-Eaux, França |
| 2003 | Pécs, Hungria                |
| 2004 | Riccione, Itália             |
| 2005 | Tønsberg, Noruerga           |
| 2006 | Varsóvia, Polônia            |
| 2007 | Vejle, Dinamarca             |
| 2011 | Roterdã, Holanda             |